# Juan Carlos Ruíz
Juan Carlos Ruíz (Santa Cruz de la Sierra, 14 augustus 1968) is een voormalig Boliviaans voetballer, die speelde als verdediger. Hij beëindigde zijn actieve loopbaan in 2001 bij de Boliviaanse club The Strongest.

## Clubcarrière
Ruíz begon zijn professionele loopbaan in 1989 bij Club Lítoral en kwam daarnaast uit voor de Boliviaanse clubs Club Bolívar en The Strongest. Met Club Bolívar won hij driemaal de Boliviaanse landstitel.

## Interlandcarrière
Ruíz speelde in totaal vier interlands voor Bolivia in de periode 1995-1996. Onder leiding van de Spaanse bondscoach Antonio López Habas maakte hij zijn debuut op 3 april 1995 in de vriendschappelijke thuiswedstrijd tegen Venezuela (0-0), net als doelman Mauricio Soria en aanvaller Demetrio Angola. Ruíz nam met Bolivia deel aan de strijd om de Copa América 1995.

## Erelijst
Club Bolívar
- Liga de Fútbol

1994, 1996, 1997